# Libjingle
Libjingle – zestaw bibliotek i narzędzi służących do komunikacji głosowej (tzw. VoIP) w komunikatorach systemu Jabber. Jest to implementacja standardu Jingle, zbudowanego w architekturze P2P. 
Libjingle jest rozprowadzany na liberalnej licencji BSD, dzięki czemu można go używać w oprogramowaniu FLOSS, jak i w oprogramowaniu zamkniętym. Został wydany przez Google w ramach komunikatora Google Talk. 
Drugim klientem (a zarazem pierwszym klientem open source), w którym próbowano wykorzystać tę bibliotekę, był Psi. W tym celu powstała eksperymentalna gałąź kodu o nazwie Psi-Jingle, która jednak została porzucona ze względu na stagnację i niekompatybilność libjingle z protokołem. Ostatecznie Psi obsługuje Jingle od wydania stabilnego 0.13 za pomocą frameworku GStreamer.

## Komponenty
- base –  zestaw przenośnych funkcji niskopoziomowych
- p2p – obsługa P2P dla klientów XMPP
- session – obsługa połączeń telefonicznych
- third_party – elementy pochodzące od innych dostawców niż Google
- xmllite – parser XML
- xmpp – silnik XMPP